# الحرب الأهلية في بيدمونت
كانت الحرب الأهلية في بيدمونت، والمعروفة أيضًا باسم الحرب الأهلية في سافوي، نزاعًا للسيطرة على دوقية سافوي منذ عام 1639 حتى عام 1642. على الرغم من أنها لم تكن جزءًا رسميًا من الحرب الفرنسية الإسبانية منذ عام 1635 حتى عام 1659، إلا أن الأهمية الاستراتيجية لسافوي لفتت الانتباه في كل من إسبانيا هابسبورغ (التي كانت تسيطر على دوقية ميلانو المجاورة) ومملكة فرنسا.
بعد وفاة فيتوريو أميديو الأول دوق سافوي في أكتوبر 1637، عُيّنت زوجته كريستين ماري الفرنسية وصية على ابنهما الصغير فرانشيسكو جاشينتو. عندما توفي هو أيضًا في عام 1638، حكمت بالنيابة عن ابنها الثاني كارلو إمانويلي الثاني منذ عام 1634 حتى 1675(والتي كانت قائدة فصيل المدام أو المداميستس)؛ وقف في وجه منصبها أخوة فيتوريو أميديو، وهما الأمير موريس سافوي وتوماسو فرانشيسكو، أمير كارينيانو، الذي قاد فصيل الأمراء أو البرينسيستي.
بعد أربع سنوات من القتال، ثبت منصب كريستين كوصية على العرش، وهو المنصب الذي احتفظت به حتى وفاتها عام 1663، كجزء من التسوية التي أنهت الحرب، وافقت على تعويض خصومها، إذ تزوج الأمير موريس من الأميرة لويزا كريستينا من سافوي، وأصبح حاكماً لنيس، التي كانت آنذاك جزءاً من أراضي سافوي. مُنح الأمير توماسو السيطرة على حصون بييلا وإيفريا، وبعد ذلك قاتل من أجل الفرنسيين.

## المرحلة الأولى: منذ عام 1693 حتى 1640
بموجب شروط تحالفهم، احتفظ الأمراء بأي مدن فتحت أبوابها دون مقاومة، أما المدن التي أُخذت بالقوة فكانت من نصيب الإسبان. لم تكن الصفقة مرضية لكل الأطراف، لأن أهم المدن التي كان من المتوقع أن تقاوم، لم تفعل، ووقعت في قبضة الفرنسيين، وأدى ذلك إلى تحول الهيمنة العظمى في تلك المنطقة إلى يد الفرنسيين وليس الإسبان. في مارس 1639، دخل توماسو إلى بيدمونت، وسرعان ما احتل شيري ومونكاليري وإيفريا وفيروا وشيفاسو، ولكن كانت تورينو هي أهم المدن التي احتلها، وأيًا كان من يسيطر عليها فهو يسيطر على بيدمونت، مما جعل من الضروري التفاوض على صفقة، فُتحت مفاوضات سرية مع كريستين، بينما عرض ريشيليو عليها منصبًا ومعاشًا تقاعديًا إذا غيرت موقفها.
في يونيو، تنازلت كريستين عن كارمانغولا وكيراسكو لصالح فرنسا مقابل دعم سنوي قدره مليون إيكوس. ووافقت أيضًا على «مناقشة» مستقبل ممتلكات سافوي بما في ذلك مقاطعة نيس. أصدر الأمراء إعلانًا مشتركًا يدينون فيه ما حدث باعتباره خيانة، لكنهم يلومونه فيه «رجال البلاط الطموحين» مثل عائلة دالي. احتل موريس نيس، بينما دخل توماسو تورينو في يوليو بجيش قوامه 12000 جندي، بمساعدة مؤيدين داخل المدينة.
فرت كريستين مع كارلو إمانويلي إلى القلعة، التي كانت تحت سيطرة حامية فرنسية جيدة التجهيز بناها فرانشيسكو باسيوتو بين عامي 1564 و1577، واشتهرت عمومًا بأنها حصينة، بعد محاولة فاشلة لاستعادة المدينة، أبرمت كريستين هدنة مع توماسو حتى 24 أكتوبر، بينما استمروا في المفاوضات. خلال هذا التأخير، أرسل ريشيليو أحد أفضل قادته، كونت هاركورت، لتولي قيادة القوات الفرنسية في بينيرولو.
عندما انتهت الهدنة، هاجم هاركورت شيري، ونجح في صرف الانتباه عن قافلة إعادة الإمداد المرسلة إلى حاميته في كازال، ومع ذلك تقدم ليجانيس على تشيري من الجنوب، وخرج توماسو من تورينو. مهددًا من الجانبين، انسحب هاركورت باتجاه بينيرولو في 20 نوفمبر، ليجد طريقه مغلقًا من قبل الإسبان، على الرغم من قلة عددهم، فشل توماسو وليجانيس في تنسيق هجماتهم، مما سمح لهاركورت بهزيمتهم بشكل منفصل في هجوم عُرف باسم لا روتا. اجتمع الفرنسيون من جديد تحت تغطية من حامية الجيش بقيادة تورين في كاريغنانو قبل أن يعودوا إلى بينيرولو (انظر الخريطة).
بينما استأنف توماسو حصاره لقلعة تورين، حاصر ليجانيس كاسال، وفي أبريل 1640، خرج هاركورت بـ 10000 رجل لتخليص المدينة. قسّم جيشه إلى ثلاثة أجزاء تحت قيادته، وهاجم الخطوط الإسبانية في 29 أبريل. بعد عدة ساعات من القتال الشاق، انسحب ليجانيس، وزعم أنه خسر أكثر من 3000 ضحية، وغرق العديد منهم عندما انهار الجسر.
دخل هاركورت عندها تورينو، ليبدأ أحد أكثر الأحداث العسكرية شهرة وتعقيدًا في القرن السابع عشر. حاصرت حامية فرنسية صغيرة في القلعة 12000 جندي تحت قيادة توماسو. وكان عندها محاصرًا من قبل هاركورت. في نهاية مايو، كان محاطًا بدوره بقوة إغاثة قوامها 18000 تحت قيادة ليغانيس. بعد هزيمتهم في كاسال، لم يخاطر الإسبان بمهاجمة الفرنسيين، ولم يتمكنوا من الحفاظ على توماسو. مقتنعًا أن ليجانيس كان يسعى عن عمد إلى التخلص منه، وافق على الشروط مع هاركورت وفي 24 سبتمبر انسحب من تورين إلى قاعدته في إيفريا.